# Pierre de Fermat
Pierre de Fermat (1607 Beaumont-de-Lomagne – 12. ledna 1665 Castres) byl francouzský matematik.
Ačkoli byl ve vědě amatér (občanským povoláním právník), zasloužil se o rozvoj matematiky v několika oblastech:
Teorie čísel – patří ke spoluzakladatelům oboru v jeho moderní podobě a získal několik důležitých poznatků. Známá je především tzv. Velká Fermatova věta. Tu ovšem dokázal až Andrew Wiles roku 1994. Fermat tvrdil, že její důkaz zná. Pravděpodobně se však mýlil, neboť veškeré pokusy o jednoduchý důkaz věty ztroskotaly, zatímco Wilesův důkaz předpokládá obrovské množství poznatků získaných matematiky až v průběhu 19. a 20. století.  Fermat tudíž nemohl mít v ruce potřebné nástroje pro vypracování podobného důkazu.
Teorie pravděpodobnosti – spolu s Pascalem je považován za spoluzakladatele oboru, který zahájili úvahami o pravděpodobnostech výhry v hazardních hrách.
Matematická analýza a analytická geometrie – objevil mimo jiné metodu hledání extrémů křivky, která je přímým předchůdcem pozdějších výsledků diferenciálního počtu. Do této oblasti patří i formulace Fermatova principu.
Fermatova čísla - 
Fermat se domníval, že všechna čísla tvaru 2n + 1, kde n = 2m, m = 0,1,2,…, jsou prvočísla. Toto platí však pouze pro prvních pět těchto tzv. Fermatových čísel (F0 = 3, F1 = 5, F2 = 17, F3 = 257, F4 = 65 537). V 18. století ale Leonhard Euler dokázal, že F5 je dělitelné 641, tedy že je složené číslo, čímž Fermatovu domněnku vyvrátil.
V roce 1796 Carl Friedrich Gauss objevil souvislost mezi geometrií a Fermatovými čísly. Dokázal, že pravidelný mnohoúhelník s lichým počtem vrcholů je eukleidovsky konstruovatelný (pomocí kružítka a pravítka) pouze tehdy, když je počet jeho vrcholů roven některému Fermatovu prvočíslu nebo součinu několika vzájemně různých Fermatových prvočísel. Přes snahy mnohých matematiků dodnes není známo, kolik existuje Fermatových čísel složených a kolik prvočíselných.
Zatím největší známé Fermatovo prvočíslo je právě F4. Pro čísla F5 až F23 bylo dokázáno, že jde o čísla složená, i když ne u všech je znám úplný rozklad.
Úplný rozklad je znám pro čísla F5, F6, F7, F8, F9 F10 a F11